# Diana-Statue

Diana-Statue 1924 in der Orangerie

Die Diana-Statue in Gotha (Thüringen) war eine Bronzeplastik in der Orangerie aus dem Jahre 1911.

## Geschichte
Die Figurengruppe der Diana mit Jagdhund wurde 1919 auf der Mittelrabatte des Orangeriegartens platziert. Im Zuge der Umgestaltung der Aufstellfläche, aus Anlass der Umsetzung des Gedenkobelisken für die „gefallenen Helden der FEA 3“ (Gothaer Fliegerersatzabteilung 3) von 1916, wurde sie 1931 abgebaut und im Garten des Herzoglichen Palais neu aufgestellt. Heute existiert dort noch der Sockel. Seit dem Zweiten Weltkrieg gilt die Plastik als verschollen; vermutlich wurde sie zur Gewinnung von für die Kriegswirtschaft relevanten Rohstoffen eingeschmolzen.